# 誰是被害者
《誰是被害者》（英語：The Victims' Game）是良人行影業、瀚草影視與台灣大哥大於2020年推出的台灣懸疑推理電視劇，改編自台灣推理小說家天地無限的長篇推理小說《第四名被害者》。劇集由莊絢維、陳冠仲執導，梁舒婷、徐瑞良編劇，並由張孝全、許瑋甯、王識賢領銜主演，於2020年4月30日在Netflix上線。全劇題材涉及性別平權、勞工權益、精神疾病等社會議題，劇情描述一名患有亞氏保加症的鑑識人員在發現自己女兒牽涉命案後，跟社會記者一同追查由這宗案件引發的連續遺願命案，並從中學會理解自己和他人痛苦。
《誰是被害者》獲文化部影視及流行音樂產業局補助新台幣2,300萬元，並獲Netflix提供每集30萬美元的製作費。劇集上映後創下Netflix華語原創劇的最佳收視成績，連續15天高據Netflix台灣排行榜冠軍，並打進香港、越南與新加坡觀影排行榜前10名。劇集亦獲得大眾整體正面的評價，包括讚賞多位演員的出色演技、劇本結構跟角色設定，以及逼真的美術製作。而負面評價則主要集中在故事節奏拖拉跟不合理之處。在2020年的「第55屆金鐘獎」中，劇集與其台前幕後人員總共獲得八項獎項提名，最終演員李沐贏得「戲劇節目最具潛力新人獎」一獎。瀚草影視其後宣佈將會開拍劇集的電影版，預期籌備一年半時間，目標於2021年底上映。2020年9月，Netflix宣佈將與瀚草影視續拍第二季，因此本劇將成為Netflix首部擁有第二季的原創華語影集。2023年4月22日，劇組宣布第二季正式開拍。

## 製作

### 創作與背景
由曾瀚賢創辦，湯昇榮擔任總經理的製作公司瀚草影視曾拍攝贏得金鐘獎的《他們在畢業的前一天爆炸》、《麻醉風暴》等作品。2015年，曾瀚賢在剛完成電影《紅衣小女孩》的製作後，開始思考有哪些類型的作品是過往台灣未曾有過而又適合拍攝，最終想到了以刑偵為題材。他認為刑偵題材相對其他技術門檻高的類型更多發揮的空間，而台灣的地型亦適合這種題材拍攝，因此從刑偵警探這個角度去找適合的小說。在看畢作家天地無限的的推理小說《第四名被害者》後，曾瀚賢對小說以尋找受害者的主題深感興趣，並認為內容寫得非常詳實，於是立刻買下版權以改編拍攝。曾瀚賢原本打算把小說改編成電影拍攝，但在2017年的時候瀚草影視開始留意到台劇的興盛，並認為應該善用電視劇端的力量讓IP作品打出名堂，因此決定把作品改編成電視劇拍攝。
曾瀚賢找了曾執導短片《我的告別式》的導演徐瑞良改編小說的劇本，但徐瑞良在寫下整季八集的大綱初稿後對作品感到不滿意，於是把梁舒婷找來加入合作改編。在二人經歷多次失敗的嘗試後，梁舒婷在重新構思的時候突然想起從其他書本裡看過的一句話：「有些人活著時沒人在乎，死的時候就很多人有興趣」。她沿著這個想法把劇集連續殺人背後的全新概念想出來，以此概念把「記者」、「命案」、「找被害者」幾個重要的元素串連在一起，並繼續延伸下去。徐瑞良跟梁舒婷亦在構思劇本途中參與了由福斯傳媒集團舉辦的福斯原創坊，徐瑞良遠赴洛杉磯參與實地課程後，便回來與梁舒婷一同參與遠距視訊會議，定期討論劇本的發展。他們亦參考了相關書籍，並觀看包括《解碼追兇》等不同地區的刑偵劇，希望能夠讓劇本結構更加成熟。
劇本構想期間正值劇集《我們與惡的距離》熱播，被認為已經把媒體記者的職業探討極致，因此湯昇榮建議除了把原著小說的社會記者作為主角外，還嘗試加入新角色的視野，其後決定以鑑識人員作為劇集的主軸。最終劇本與小說的原型大相徑庭，除了保留了主角「徐海茵」的名字以及從尋屍變成尋找被害者的概念外，其他的動線、結構以及內容都大幅改動，高達98%內容皆是原創的全新故事。除了融入美劇的敘事手法外，徐瑞良亦在劇本加入了不少影射台灣本土重大刑案的元素，務求讓觀眾從這些耳熟能詳的案件中獲得更多共鳴。此外，劇集裡各案件的被害者亦反映出現在社會正在發生的事，包括女星被網路霸凌、性別平權，以及工作過勞等社會話題。

### 田野調查
曾瀚賢跟湯昇榮以往在《麻醉風暴》與《我們與惡的距離》上已有相關的田野調查經驗，請來大量專家諮詢以塑造不同的職業角色。因此他們選擇延續先前的田野調查做法，找來心理、犯罪、醫療、媒體等不同領域總共20多位專家諮詢，包括請來李昌鈺弟子的謝松善擔任鑑識顧問。編劇徐瑞良和梁舒婷最初先透過閱讀由不同專業人士撰寫的書籍以累積科學知識，其後開始進行實地考察與訪談，包括訪問台北市刑事大隊的警官，以及到台北市鑑識中心認識在刑案現場使用的鑑識儀器跟實際的鑑識操作過程。關於劇中亞斯伯格的重要元素，梁舒婷在做過二手調查後便尋找成人自閉症專家訪談跟獲得相關資源，專家在看過劇本後亦安排兩位亞斯伯格病人進行真實訪談。劇組亦就記者的職業進行大量田野調查，包括訪問曾經在週刊與報社工作過的中國時報記者翁毓嵐，並獲對方借出真實的筆記作為道具拍攝。劇組原本打算把原著角色的職業改為週刊記者，並去國家圖書館翻閱歷年的週刊，以了解週刊小報的報導手法。但最後劇組因應記者的實際工作而把角色的職業改為報社的社會線調查記者，以符合想要的辦案節奏。此外，為了詮釋好亞斯伯格患者的角色，張孝全亦向劇組請來的心理與醫學專家諮詢，以了解亞斯伯格患者的行為與談吐。而飾演社會線記者的許瑋甯亦找來真實的社會線記者幫忙上課，獲對方分享記者在工作時面臨的挑戰，包括要直視各種兇殺案的屍體照片。

### 競標
《誰是被害者》延續了《我們與惡的距離》的版權模式，待作品完成後由製作方向版權內容方開價競標。雖然在劇集拍畢後，曾有幾家平台洽談作品的版權，但其實製作方早於四年前便已經開始陸續跟Netflix接觸。Netflix在看過劇集第一集初剪之後便認為作品合乎他們的想像，於是搶下作品的播映權。Netflix開出每集約30萬美元的製作費贏得劇集於中國大陸以外的全球獨家播映權，並創下Netflix自製台劇最高的製作費。雖然Netflix未有進軍中國大陸市場，但以往購買台劇版權時授權地區通常也涵蓋中國大陸範圍，這次瀚草影視則保留了在中國大陸的銷售權利。而劇集雖然掛上Netflix的原創作品名義，但事實上從小說改編版權、開發到製作Netflix皆未有參與，全程均由瀚草影視主導，有別於像Netflix先前的自製劇《罪夢者》的製作模式。

### 故事主題
故事的主題包含性別平權、勞工權益、長者長照、精神疾病等不同社會議題，然而曾瀚賢表示他們並不是為了陳述某些議題而拍，認為這樣會有說教之嫌。他認為類型片的「議題」永遠站在角色跟觀眾的背後，要是缺乏社會基礎支持的話只會令觀眾失去代入感，最終跟劇越走越遠。他們希望在劇中表達出社會上無法發聲的人的故事，並在每個案件的受害者身上找到原型，務求以此讓觀眾產生代入感，嘗試令他們了解這些角色的處境。而湯昇榮則指出劇集最重要的主題就是「誰能找到我」，並指只要大環境氛圍有共鳴，核心梳理清楚自然會傳出去，只要從人性中找到共同性，就能跨越隔閡。
劇集的另一個核心就是理解自己和他人痛苦，也是編劇把亞斯伯格元素加入角色的原因之一。徐瑞良指為了讓其中一個主角要讓故事最後才能理解到這件事，因此要把起點設定比這個目標離得更遠，讓主角更難完成這項任務，因此認為亞斯伯格這個元素符合他們故事的內核。而湯昇榮指把主角方毅任設定為亞斯伯格的患者並非為了讓大眾於劇集結束後關注這症狀，純粹認為這個設定富有戲劇性，能夠展現極佳的張力。方毅任原本以往只相信證據與科學的思維，並只對自身感興趣事物的熱衷與執著，但在尋找女兒的過程中需要挑戰與別人互動這最不擅長的事。而徐海茵則是從報導當中與自己過往的創傷聯結，在嘗試理解被害者的目的時亦同時開始理解自己，最終使她去跟自己生命中的恨和解。趙承寬這個角色原先設定在關於生死的選擇上跟兩位主角有著不同看法，但最終有所修正跟取捨，原本認為犯罪者都該死的他隨著調查過程開始理解他們的想法，慢慢動搖對生與死的觀念，最終跟兒子有著不同關係的和解。

### 拍攝
《誰是被害者》於2019年夏天開始拍攝，以電影規格總共拍攝了80天。劇集的拍攝地點主要位於台北市、新北市、宜蘭市跟基隆市，當中包括萬板橋、瑞芳中央路跟瑞竹路、政府警察局中和分局、坪林廉政研習中心、法醫研究所籃球場、四腳亭車站、蜜月灣、信賢吊橋等地方。其中為了呈現劇中的平霖市警局，劇組當初尋找了北部各縣市分局，剛好發現政府警察局中和分局的配置適合，經過實地會勘討論後便向新北市政府提出租借申請，並用了兩個多月時間搭景設計。為求呈現真實的解剖場面，劇組還特別到台北市第二殯儀館拍攝解剖屍體的鏡頭。製作組亦在開拍前安排了鑑識中心的專業人員以及法醫組跟演員詳細解說劇本的背景，並在拍攝重要場面時於現場提供指導跟交流過程，讓飾演鑑識人員的張孝全能夠理解到在讀劇本時不明白的地方。而劇集的案發現場與被害者屍體的製作則由曾獲得金鐘獎的美術團隊跟特殊化妝師負責，參考不同資料照片塑造出包括支離破碎、遭浸泡溶解以及焦黑碳化等各種屍體供現場拍攝用。
為了更能展現角色的性格，導演在前置期便讓演員透過寫自傳、找資料等功課，填滿角色背景和成長過程。而不少演員皆在拍攝中加入自己的想法與舉動，例如張孝全原本打算在拍攝時加入原先設計好的小動作，只是最後沒有派上用場。然而他在拍攝中亦反射性有著皺眉、推眼鏡跟呼吸急促這些融入角色的舉動。而戲裡其中一場在車上交換情報、張孝全被許瑋甯逼到車上抓狂、躁動、暴打出氣的戲碼是劇本原先沒有的，因張孝全在做角色跟劇本功課就角色的狀態想出而獲加入。而許瑋甯亦因角色擁有幽閉恐懼症的關係，當在車上時一定會打開車窗，而當身處密閉空間時亦會有去開窗的小動作。她也在寫角色自傳的時候把角色的性向設定為「中性」，因此在與線人互動時並未有利用自己的女性魅力，反而是像男人之間的公平方式處理。而她在戲劇最後跟媽媽於墓園的擁抱姿勢、走路方式也不是女生之間慣有的小動作，這都是她為角色性向而設計出來的動作。劇組原先打算給許瑋甯使用一枝精緻的粉紅色筆，但她因應角色的設定認為應該使用隨處可得而又不起眼的筆，最終在劇裡使用一枝紅色筆拍攝。
與許多戲劇集中在一段時期拍攝所有片段的做法不同，《誰是被害者》從前置時期便已經決定分為兩個階段拍攝。製作組主要針對類型的部分先去經驗跟試驗，把事前計劃的東西拍攝實踐出來，在拍完之後經過重新檢討，然後再次調整拍攝的方式，再扎實地重拍一次以拍攝出更優秀的成果。曾瀚賢認為雖然這樣的做法更加花錢，但希望能夠藉此達到實務上的具體成功，兼同時訓練人才以及汲取經驗，這樣在下一次做的時候便能更掌控成本跟成效。製作人認為在拍攝類型片上即使認為自己有多成熟，最終還是會有缺漏的時候，因此保留部分預算作補拍用。補拍鏡頭的預算佔總成本大概7%，佔台劇製作預算較高的比例。在影片剪接期間，劇組就發現不少需要補拍的關鍵過程，並重新逐場討論怎麼剪，由編劇仔細註記下來，使整個後期製作的過程比起一般劇集的量大了一倍。其中男主角的家與劇集最開頭的學生時代故事等鏡頭皆為最後補拍的成果。

### 演員與角色

#### 張孝全

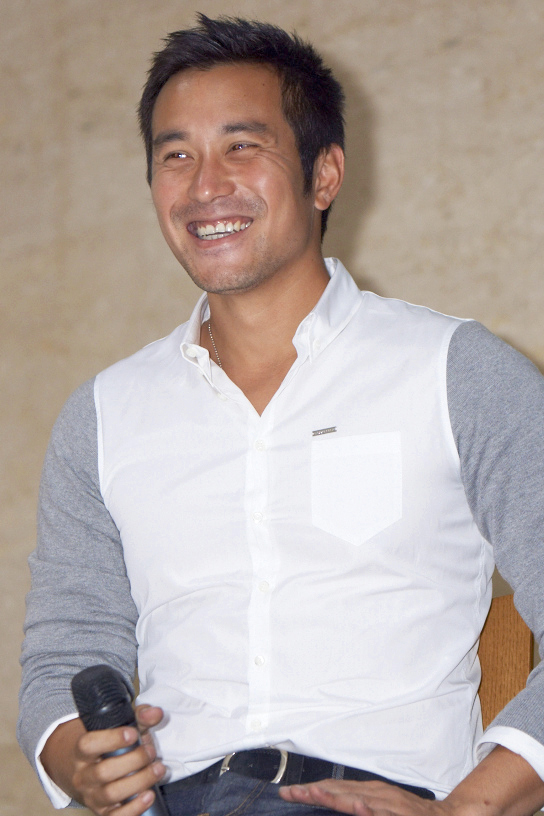
飾演方毅任的張孝全。

繼拍攝Netflix自製劇《罪夢者》與《深夜食堂：東京故事2》後，張孝全這次是第三度參演Netflix的劇集。製作人湯昇榮認為劇集的題材讓人覺得冷僻，因此在選角上堅持要找主流明星參與。他亦指從一開始便想找像張孝全這樣的演員演出，認為他有型亦有戲，在各方面都適合劇集需要的客觀條件。張孝全飾演的角色方毅任是一個患有亞斯伯格症的鑑識人員，雖然在工作上對於分析證明擁有天賦，但卻不善交際而人緣不佳。在一次命案的調查期間，方毅任發現案件的關鍵證物與自己多年未有聯絡的女兒有關，繼而隱瞞警局的同事並決定私下尋找真相。
張孝全最初擔心自己飾演一名有10多歲女兒的中年父親是否具說服力，因此決定在外型上塑造出略為發福的中年人身形，以多吃不做運動的方式在短時間中增肥至最高90多公斤。再加上造型師為他搭配的都是厚重的內搭服，使他在畫面裡的體態顯得更加臃腫。為了讓他更了解角色的亞斯伯格症特質，導演特意給他很多相關書籍，使他先了解這些患者的徵狀，為角色做好準備。張孝全亦透過網絡與影片了解這種患者的特質，認為他們不是只有單一的模樣，而是遇上不同的事便會有不同的行為，因此不能為角色下過多設定。
他指出在拍攝中印象最深刻的是在麵店看見劉光勇安慰彭宜羚的那一場戲。因為在拍攝的過程中，他只能從劇本中看到其他遺願者角色所經歷的事情跟狀態，但在這場戲中的當下則作為角色與自己本身被二人的對話感動。他亦認為就是這份感動使方毅任這個角色開始產生同理心，使內心有了觸動跟變化，而在這之前他一直不知道遺願者的想法，只是一心想要尋找女兒。

#### 許瑋甯

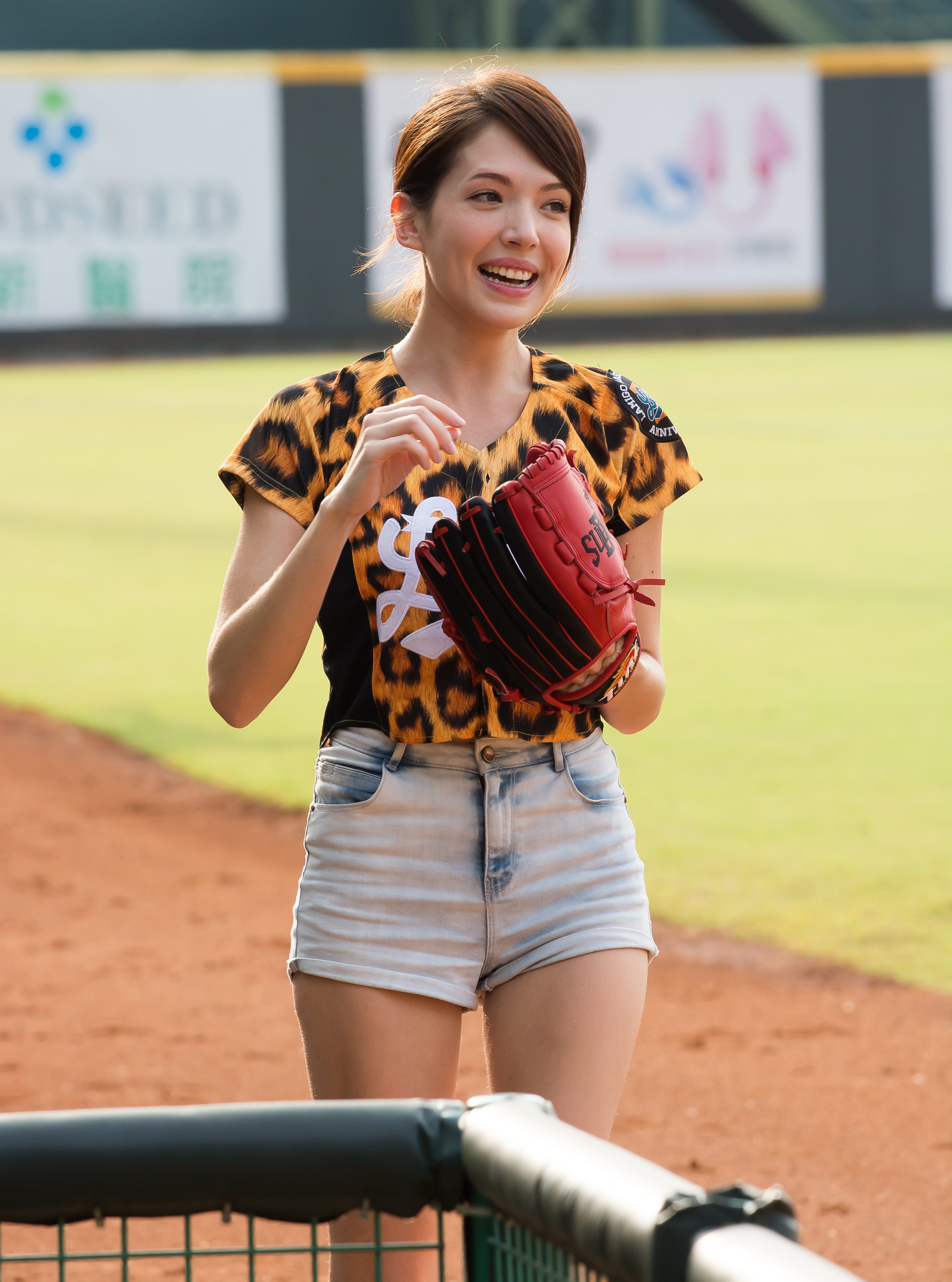
飾演徐海茵的許瑋甯。

曾經憑《紅衣小女孩》、《失控謊言》和《世紀末的華麗》三部作品獲得第18屆台北電影節「最佳女主角獎」的許瑋甯，這次飾演角色徐海茵。許瑋甯與張孝全為繼《醉後決定愛上你》後睽違十年第二度合作，而這次飾演的是個為求得到獨家新聞而不擇手段的報社記者。雖然這是她繼電影《目擊者》後再度飾演記者，但她指兩者的形象非常不同，前者是屬於魅惑嫵媚的交際花類型，而這次的徐海茵則是有著好勝堅強的個性，甚至帶點男生的性格。徐海茵是個擁有多變形象的角色，許瑋甯以「她知道怎麼去看穿對方的弱點，並誘導對方講出她想知道的事情」形容這個角色，並指她就像變色龍一樣。然而善於交際的這個角色卻沒有真正能交心的朋友，並因為以前的陰影而導致她變成一個孤獨而又善於把孤獨隱藏起來的人。
許瑋甯坦言經過這次劇集的拍攝後對於記者這個職業有著更深入了解，發現需要在背後花不少工夫才能完成每一個報導出來的案件，而當中的過程是讀者從來都不會知道的。她認為角色與自己有30%的相似度，20%來自於家人的部分，而剩下的10%則來自對於工作的拼命的程度，指自己在工作時也願意跟角色一樣犧牲掉休息跟自由時間。而監製曾瀚賢亦讚賞她對於角色的付出，指她會為角色設計一些動作以賦予厚度。關於印象最深的一場戲，許瑋甯認為是張孝全在車上發狂的那一場，指即使鏡頭只向著自己拍攝，對方依然繼續演下去，當跟對方眼神對的時候甚至被嚇倒。她也認為拍攝時的兩大難關分別是跟王識賢與張再興的對手戲，前者是因為對方的氣場很大，而後者是因為對方經常加入即興演出，不按劇本出章。

#### 王識賢
曾在電影《艋舺》跟《角頭2：王者再起》飾演黑道角色的王識賢，這次飾演角色趙承寬。趙承寬是個脾氣火爆、做事果斷而個性仗義的刑警隊長。王識賢也形容這個角色的直覺反應非常敏感，而且不會遵循公式做事，經常會有讓人想不到想法跟行動。他在戲中於捲髮造型示人，有別於以往戲劇中的刑警造型，他亦表示這個略頹廢的造型跟以前的自己稍為不同，心境也不一樣。由於飾演偵三隊隊長的他在戲中有不少接觸屍體的鏡頭，甚至曾經到殯儀館裡拍攝驗屍的過程，因此心裡經常會默念只是來工作而已，而拍攝結束後也會到廟裡參拜或者到人多的地方逛，希望能夠讓晦氣消去。他也表示劇中最難演的就是角色的內心部分，指角色在法律邊緣遊走，而且跟張孝全的角色一直衝突，但在辦案上卻偏偏需要依賴他，因此要不斷調整心境。
監製曾瀚賢對王識賢於電影《角頭2：王者再起》的黑道大哥形象留下深刻的印象，然而製作人湯昇榮在與他真人見面後開始擔憂，認為他私下的個性與螢幕影象反差太大。但隨著王識賢在正式拍攝後馬上切換到個性火爆的角色形象後，湯昇榮的擔憂亦跟著消失。而跟王識賢已經是第二次合作的張再興則指二人從黑道演到警察，有著相當的默契。

#### 林心如

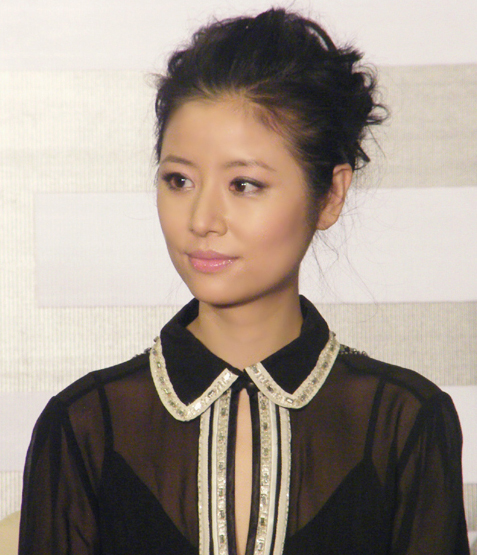
飾演李雅均的林心如。

曾拍攝《三國》、《美人心計》等劇集的林心如，這次特別演出一個受家暴後心理不健全的角色李雅均。林心如此前曾經跟製作團隊接觸過次，但最終都與角色擦身而過，而這次接到邀約時則對會找自己來演這個角色而感到興奮。但期間她掙扎了一兩個星期才決定答應演出，原因是認為這個角色的難度太高，擔心自己演不來，甚至跟丈夫霍建華於閒談間討論劇本也被對方指角色難演。林心如繼電影《Miss Andy迷失安狄》後再次飾演外籍移工，剛好之前便已經為角色塑造而特意上課，而且兩部戲的角色性格也有點相似，最終花了五至七天集中拍攝劇集。
為了詮釋好角色，林心如觀看了大量犯罪紀錄片，並嘗試說服自己認同角色。她亦在拍攝中以全素顏上陣，眉毛只有半邊，甚至於臉部加上傷疤示人。因為怕太過在意外表而導致未能發揮角色重點，林心如在拍攝時不敢照鏡子，也不敢看回放影片。除此之外，為了準備角色，林心如於拍攝期間在片場跟原本友好的許瑋甯基本零互動，甚至於拍攝最後一集時連後台放置的沙發也要分開擺放，務求營造出初次見面的感覺。為了呈現出台灣社會不同階層的邊緣人物，角色設定為由印尼嫁來的華人，並安排了她講客家話，但因林心如本人比較精通粵語，因此最後改為使用粵語。
導演莊絢維讚賞林心如在戲裡的表現跟以往認識的不一樣，而且在現場時被她嚇倒。他也指當日的劇本只交待了情節，當跟她溝通角色需要的情緒節奏與狀態、以及導致角色變成那個模樣的原因後，她在監視器裡表演已經宛如他人一樣。提到劇中一幕情緒失控以筆亂畫的情節，林心如指自己在拍攝時真的很用力，甚至連手也磨破了。而在跟王識賢拍攝對手戲的那一幕，雖然在對方忽然拍桌開罵的時候她依然保持冷靜的表情，但實際上被嚇得顫抖了一下。

#### 李沐
曾拍攝《你的孩子不是你的孩子》、《妖怪人間》等劇集的李沐，這次飾演主角方毅任的女兒江曉孟。為了爭取參演劇集，李沐特意於英國倫敦以視訊形式越洋視鏡，由同學幫忙拍攝試鏡帶後便寄到台灣的瀚草影視，甚至只穿上睡衣拍攝。她提到當初得知劇集的完整演員名單後被超強的卡司嚇倒，壓力大得幾乎要作吐，但還好劇組給予自己很大的信心跟愛。
江曉孟是一個跟父親關係疏離的角色，而且為了籌措母親的醫藥費還要到酒店工作。但看著母親長期臥床，幾乎沒有康復的可能性，使她開始猶豫是否應該結束母親的痛苦，最終在不斷的自責下親手結束母親的生命。其後亦因為希望作為鑑識人員的父親能夠找到自己，而成為遺願命案的參與人之一。李沐形容江曉孟這個角色是個寂寞無助的青少年，從小時候便沒有足夠的關愛，於充滿矛盾的社會獨立成長，被逼著早熟的靈魂堅強而暴烈。
導演莊絢維對李沐的表現留下深刻的印象，指很難想像一個這樣年輕的演員能夠把跟母親告別的戲演得這麼好。導演陳冠仲亦看好李沐的潛力，指她是個非常擁有能量的演員，日後會擁有相當的爆發力。而張孝全亦讚賞她對角色的心理狀態非常瞭解，在實際拍攝時讓自己非常驚艷。李沐在劇集殺青兩個多月後才漸漸從負面情緒走出來，一直到觀看劇集的完整集數時才發現自己終於從角色走出來，能夠以演員身份檢視自己在角色有哪些值得更努力的地方。

#### 其他演員
曾獲得金鐘獎「戲劇類最佳男主角」跟台北電影獎「最佳男主角」的黃河，這次首度挑戰跨性別者角色，飾演酒店少爺游誠皓。為了瞭解女人的心境，他嘗試直接穿著裙子生活，並塗上水晶指甲油跟買高跟鞋回家穿。
曾經獲得金馬獎「最佳女配角」的丁寧，這次飾演一位想要東山再起的過氣女歌手，劇中的角色因身陷吸毒跟整形等醜聞而從玉女歌手掉下神壇。丁寧指自己在現實中也有相似經歷，曾經在少有作品的時候認為自己開始過氣，並把這種情緒運用在拍攝上。
曾以劇集《台北歌手》入圍金鐘獎「最佳男配角」的陳家逵，這次飾演金牌房仲業務員張聰健。角色於血汗公司壓榨下依然任勞任怨，拼出業績，直到最後病倒。
曾多次獲得台北電影獎跟金馬獎提名的鄭人碩，這次首度挑戰一人分飾兩角，分別飾演木雕藝術家哥哥莊秉榮跟弟弟莊秉耀。哥哥莊秉榮是個盲人木雕藝術家，所有作品都被弟弟莊秉耀利用以自己的名義出售，莊秉耀憑此擠身名流社會，過著光鮮亮麗的生活。為了準備角色，鄭人碩特意向盲人顧問學習角色的肢體動作跟眼球的細微變化，並親自學習木雕的技巧，練到手都長起繭來。
曾憑著《三十秒過後》赢得金鐘獎「迷你劇集最佳男主角」的夏靖庭，這次飾演的是年輕時曾犯下殺人罪、出獄後抱著贖罪心情而痛苦過活的角色劉光勇。夏靖庭稱自己的角色是劇中唯一沒有病的人。

#### 演員列表
第一季
| - 張孝全（少年時期：曾敬驊）飾 方毅任 - 許瑋甯 飾 徐海茵 - 王識賢 飾 趙承寬 - 李沐 飾 江曉孟 - 黃河 飾 游誠皓 - 丁寧 飾 蘇可芸 - 鄭人碩 飾 莊秉耀／莊秉榮 - 陳家逵 飾 張聰健 - 夏靖庭（少年時期：楊迦恩）飾 劉光勇 - 林心如 飾 李雅鈞（特別演出） | - 飾 孫永鎮 - 馬念先 飾 陳耀輝 - 張再興 飾 小廖 - 林意箴 飾 周羽軒 - 季芹 飾 林鈺容 - 許乃涵 飾 江若穎 - 謝瓊煖 飾 吳芳寧 - 林志謙 飾 趙子豪 - 張瓊姿 飾 陳麗琪 - 陳為民 飾 大澤 - 赖浩哲 飾 大摳 | - 張翰 飾 教授 - 陳彥壯 飾 鍾易民 - 黃柔閩 飾 彭宜羚 - 葛蕾 飾 簡淑妃 - 陳子玉 飾 游貞雯 - 尹昭德 飾 周洋 - 楊少文 飾 羅主任 - 黃采儀 飾 張馨 - 宋寧 飾 學姊 - 劉引商 飾 蘇媽媽 |

### 原聲帶
影集原聲帶由華研國際音樂製作，於2020年5月1日數位發行。華研國際音樂以往曾為《我的少女時代》、《必娶女人》、《杜拉拉追婚記》等電視劇跟電影製作原聲帶，這次則首度與Netflix聯手合作，並跟劇組共同討論適合劇集的歌手人選和曲風。《誰是被害者》的影集原聲帶收錄歌曲均配合戲劇量身打造，以歌曲描繪出劇中人物的故事與心聲。
李友廷演唱的〈我要你〉為劇集的插曲，歌曲與他以往輕柔的曲風截然不同。李友廷指自己以角色莊秉榮為雛形，順著人物的個性和故事創作歌曲。其中歌詞裡的關鍵詞「我要你」是他在創作的時候便隨著旋律在腦海中浮現出來的主題。他亦表示歌曲的意涵有點像是傳統的東方家庭父母對於子女的寄託，但搭上劇情的畫面則有著更深層次的聯想。
Karencici演唱的〈誰〉為劇集的片尾曲，也是翻唱自李友廷的代表作品。劇集的導演跟製作人皆認為歌曲的旋律和歌詞都跟影集討論的情感議題非常契合，因此早就將〈誰〉設定為片尾曲。與原版帶著憂傷的溫柔唱腔不同，Karencici應導演的要求以更悲傷的情緒重新演繹，傳達出劇中人物的悲涼心聲。
邵豪演唱的〈White Horse〉為劇集的插曲，由邵豪與Nay Shalom共同填詞譜曲。歌曲以全英文填詞，也是全劇的核心靈魂歌曲。黃祝賢儒演唱的〈不存在的遺憾〉為劇集的插曲，由邵豪跟Nay Shalom共同譜曲，並由徐旻鈴填詞。歌曲描述從遺憾所帶來的圓滿，每段相遇中的人、事、物最雖然後終皆會散去，只有回憶永遠不會消失而長留在心裡。因此只要曾經擁有美好的回憶，遺憾就不會存在。
| 《誰是被害者》影集原聲帶 | 《誰是被害者》影集原聲帶 | 《誰是被害者》影集原聲帶 | 《誰是被害者》影集原聲帶 | 《誰是被害者》影集原聲帶 | 《誰是被害者》影集原聲帶 | 《誰是被害者》影集原聲帶 |
| 曲序                     | 曲目                     |                          | 作曲                     | 演唱                     | 备注                     | 时长                     |
| ------------------------ | ------------------------ | ------------------------ | ------------------------ | ------------------------ | ------------------------ | ------------------------ |
| 1.                       | 我要你                   | 李友廷                   | 李友廷                   | 李友廷                   | 插曲                     | 4:05                     |
| 2.                       | 誰                       | 李友廷                   | 李友廷                   | Karencici                | 片尾曲                   | 4:07                     |
| 3.                       | White Horse              | 邵豪 Nay Shalom          | 邵豪 Nay Shalom          | 邵豪                     | 插曲                     | 4:13                     |
| 4.                       | 不存在的遺憾             | 徐旻鈴                   | 邵豪 Nay Shalom          | 黃祝賢儒                 | 插曲                     | 4:10                     |

#### 未收錄歌曲
許瑋甯演唱的〈每個人都是鬼〉為劇集的宣傳曲，由湯明憲負責作曲與填詞。歌曲以第一人稱的視角描述詭譎的案發現場。
陳小霞演唱的〈還活着〉為劇集的插曲，也是她製作中的個人專輯裡尚未公開的單曲。由於歌曲的內容與角色蘇可芸的故事完全契合，這種巧合也讓已有十多年沒有推出演唱作品的陳小霞同意這次的合作。

## 播出與宣傳
2019年12月19日，Netflix率先公開《誰是被害者》時長22秒的超前導預告。2019年12月23日，Netflix於文華東方酒店舉行了劇集的卡司公佈會，出席者包括劇集的總監製曾瀚賢、製作人湯昇榮、徐國倫等幕後班底，以及張孝全、許瑋甯、王識賢、林心如等一眾參演劇集的演員。出席的一眾工作人員與演員於公佈會上暢談拍攝的心得與感想，現場亦首度公開了作品的卡司預告片段。
2020年2月12日，Netflix同時公開劇集的前導海報與新前導預告片段，預告展現出三個角色之間存在的猜忌與矛盾，各人為了得到證據而相互角力。兩星期後，Netflix於2月26日公開了劇集的角色海報，三名主演跟其他主要角色皆現身海報，表露出各有心思的凝重神情。3月25日，Netflix公開了劇集的正式預告片段，以快節奏介紹作品的卡司跟故事。Netflix於4月20日公開了由曾跟周杰倫、蔡依林合作的設計師劉熙真設計的新主角海報，並同時曝光最新花絮。
4月30日，Netflix於劇集開播當天舉行了「線上偵訊會」，請來黃子佼擔任主持人，並邀請張孝全、許瑋甯、王識賢等11名劇集演員各自線上連線進行分享。與劇集聯動的《下一個被害者》戶外實境解謎遊戲亦於同日發售，為瀚草影視特別授權遊戲工作室聚樂邦開發的設計實境主題遊戲，作為從劇集伸延至現實世界的娛樂體驗。
《誰是被害者》於2020年4月30日下午於Netflix獨家上架全集，代表台灣與海外190個國家與地區目前只能透過Netflix收看劇集，而目前Netflix的全球付費會員數目已超過1.67億。劇集其後亦會被翻譯成30種語言，供觀眾於平台以隨選隨看的觀影模式收看。由於瀚草影視成功保留作品在中國大陸的銷售權利，因此作品日後可能會以其他形式於中國大陸地區播映。
6月6日，課廳邀請劇集導演莊絢維、陳冠仲，以及參演演員李沐、陳家逵舉行映後座談會，跟現場觀眾進行面對面的討論與交流。
8月14日，《誰是被害者》在中華人民共和國的西瓜視頻獨家上線，是以網絡劇形式獲得批准號，包裝為繁體中文，字幕為簡體中文。節目中警方查詢死者和嫌疑犯資料時，表格中「國籍 台灣」一欄被使用視覺特效抹去。目前，Netflix平台上該欄中的「國籍」也被以特效改為「出生地」。

## 分集劇情大綱[113]
| 總集數 | 集數   | 標題   | 首播日期      |
| 第一季 | 第一季 | 第一季 | 第一季        |
| 1 | 第1集  | 指紋   | 2020年4月30日 |
| --- | ------ | ------ | ------------- |
| 酒店房間發生溶屍命案，登記入住的是女歌手蘇可芸。鑑識人員方毅任發現現場出現自己女兒江曉孟的指紋，他與前妻離婚後，已經很久沒和女兒見面了。他破壞了這項線索，並與調查記者徐海茵達成交換情報的協議。稍後警方發現死者是男性。                                                  |        |        |               |
| 2 | 第2集  | 報導   | 2020年4月30日 |
| 警方四處尋找蘇可芸，卻在一處工地裡發現她的焦屍，身邊留有建築工人張聰健的證件，警方在張家發現他被建設公司壓榨的證據。溶屍案的死者被證實是江曉孟的室友游誠皓，他生前想要變性為女人。                                                                                        |        |        |               |
| 3 | 第3集  | 蠟燭   | 2020年4月30日 |
| 警方發現張聰健死在一處倉庫裡，這三個死者體內都有過量的止痛藥物吩坦尼，而且可能都是由他人協助自殺。從關聯性推測，下一個死者應該是倉庫擁有者莊秉耀。 |        |        |               |
| 4 | 第4集  | 車站   | 2020年4月30日 |
| 莊秉榮的屍體出現了，身邊有綁架撕票案前科犯劉光勇留下的信。劉光勇與綁架案死者的女兒彭宜羚有往來，但彭不知道劉的真實身分。警方無法從劉光勇口中問出任何線索，劉回家後上吊自殺。                                                                                              |        |        |               |
| 5 | 第5集  | 刺青   | 2020年4月30日 |
| 劉光勇被送往振信醫院搶救成功，並向警方供稱前幾位死者確實都是自殺。在醫院休養中的劉光勇突然暴斃，體內有大量吩坦尼，警方懷疑振信醫院有問題。 |        |        |               |
| 6 | 第6集  | 遺願   | 2020年4月30日 |
| 有人將劉光勇的遺體盜走，丟棄在安光護理之家所在的大樓外，手上繫著周洋的手環。周洋曾住在安光護理之家，早在三年前已死亡。警方查出幾位死者都跟振信醫院的自殺輔導團體有關，也查出方毅任破壞證據一事，對他發出逮捕令。 警察與方毅任分別前往周洋女友李雅均的住處，找到更多線索。 |        |        |               |
| 7 | 第7集  | 水芫花 | 2020年4月30日 |
| 方毅任回到振信醫院調查，得知女兒曾在這裡照顧病重的母親，此時警方趕到醫院將他逮捕。李雅均突然現身投案，要求警察讓她跟方毅任見一面，她向方坦承自己與江曉孟都與這一連串自殺案件有關。方和警察根據線索前去尋找江曉孟。父女一番深談之後，曉孟跳下懸崖，方毅任躍出搶救。        |        |        |               |
| 8 | 第8集  | 傘     | 2020年4月30日 |
| 方毅任和江曉孟在醫院醒來，都沒有大礙。方毅任不顧自身安危的舉動打開了女兒封閉的心。李雅均向警方坦承自己是這一連串事件的主謀，而每一位死者都有各自求死的動機。徐海茵雖然完全不同意李雅均的想法，但這次事件讓她對生命有了新的體悟。                                          |        |        |               |

## 迴響

### 收視率與討論度
| 媒體           | 評價     |
| -------------- | -------- |
| 豆瓣           | 8.0 / 10 |
| 網路電影資料庫 | 7.3 / 10 |

《誰是被害者》自上架後創下Netflix華語原創劇的最佳成績，更被形容為Netflix在華語原創劇的區域上扳回一城。劇集於上架48小時內登上Netflix的台灣排行榜冠軍，成為自Netflix於2月開始公佈台灣觀影排行榜後，於排行榜上名次最高的台劇。劇集亦同時打進Netflix香港、越南與新加坡觀影排行榜前10名，其中於香港亦打進排行榜冠軍位置。劇集其後連續15天高據Netflix的台灣排行榜冠軍，創下台劇的最高紀錄。
劇集亦在上架48小時內登上Google熱搜以及批踢踢的爆文熱議。根據「KEYPO大數據關鍵引擎」的資料顯示，《誰是被害者》於上架前一天的整體網路聲量達242筆，而在上架當日則爆衝超過三倍至821筆的自身單日新高。劇集上架僅一週便登上「網路溫度計網路口碑台劇排行榜」第6名，而網上討論的劇集熱門關鍵字則包括「女兒」、「呈現」、「電影」與「道具」等字眼。
英國《觀察家報》透過「Parrot Analytic」分析的全球單週數據指出，《誰是被害者》成為5月3日至5月9日的一週中觀眾需求項目上升速度最快的全球劇集。其中劇集以2,783.7%的成長量大幅拋離排行第二名動畫影集《外星也難民》的326.7%，甚至比第二名至第十名的成長量加起來還要更多。

### 評價
《誰是被害者》在播出前就因題材引起熱議，並在上架後獲得正面評價，包括於互聯網電影資料庫獲得7.4分，以及於豆瓣獲得8.0分的好成績。在互聯網電影資料庫的評分中，劇集獲超過六成用戶投下八分或以上的高分評價，當中滿分評價佔超過一成，劇集亦於18歲以下的觀眾層中獲得最高的平均評分。而在豆瓣超過3.3萬人的評分中，劇集亦獲得超過四分之一人投下滿分評價。從網路好感度調查的數據顯示，劇集在上架後一週內僅獲得約7%的負面評價，其餘超過90%的皆為正面與中立評價。劇集於製作、拍攝、選角等多方面皆獲得正面評價，其中《娛樂重擊》的主編兼影評徐佑德對劇集的攝影、音效、剪接、特效等技術面上給予好評，讚賞攝影師從構圖、景深層次以及攝影機運動均面面俱全，並認為特效和特殊化妝交出台劇史上首屈一指的頂尖水準。媒體人柯志遠則對參演演員的演技給予極高評價，並特別指出主要角色以外的受害者角色其實皆是各自段落中的唯一主角，認為出色的演員對於劇集的成功功不可沒。《鳴人堂》的影評人吳思恩認為劇集討論的性別認同與媒體生態等議題每一個都足以單獨拍成影集，但《誰是被害者》藉著一個好故事把它們串連在一起，讓觀眾細細品味跟思索。《觀察家報》的布蘭登·卡茲（Brandon Katz）亦讚賞光憑主角張孝全的精湛演出以及劇情上的轉折，便足以讓觀眾把劇集加入觀賞列表。
雖然劇集獲得整體正面的評價，但亦在不同方面遭受一些批評。《娛樂重擊》的主編兼影評徐佑德指出劇集於表演跟敘事上存在著漏洞與參差，認為主要角色於劇情中後段的轉折曲線跟情感細節在實際執行上不如設計時般完整。《關鍵評論》的傅紀鋼認為劇集把以電影時長便能解決的劇情拖成八集的長度，使故事的推進節奏顯得拖拉並干擾觀眾的觀影樂趣。他亦認為劇集過於迎合觀眾需求的人道精神，使本應走寫實路線的劇集被道德框架所困住。鑑識巡官出身的林子翔則指出劇集很多該用的鑑證手法都沒有使用，反而採用以熨斗弄指紋這種容易把唯一的證據都消失的鑑證方式。而鑑識中心實際上亦會以委派團隊到重大案件現場採證，極少會像劇中主角一樣單獨到場四處採證跟偵察，再加上劇裡把鑑識人員當成檢察官和法醫用，跟一般只會在屍體身旁拍照的做法不同。新北市警局鑑識中心人員也指主角於案發現場採證時沒有戴上口罩是個不合理的地方，並認為劇集把鑑識人員神化，指鑑識人員實際上始終還是會面臨困難跟瓶頸點。

## 獎項紀錄
| 年份   | 頒獎典禮              | 獎項                   | 入圍者                                         | 結果 | 來源    |
| ------ | --------------------- | ---------------------- | ---------------------------------------------- | ---- | ------- |
| 2020年 | 第55屆金鐘獎          | 戲劇節目獎             | 《誰是被害者》                                 | 提名 | [ 130 ] |
| 2020年 | 第55屆金鐘獎          | 戲劇節目男主角獎       | 張孝全                                         | 提名 | [ 130 ] |
| 2020年 | 第55屆金鐘獎          | 戲劇節目最具潛力新人獎 | 李沐                                           | 獲獎 | [ 130 ] |
| 2020年 | 第55屆金鐘獎          | 戲劇節目導演獎         | 莊絢維、陳冠仲                                 | 提名 | [ 130 ] |
| 2020年 | 第55屆金鐘獎          | 戲劇節目編劇獎         | 梁舒婷、徐瑞良                                 | 提名 | [ 130 ] |
| 2020年 | 第55屆金鐘獎          | 戲劇類節目攝影獎       | 劉至桓                                         | 提名 | [ 130 ] |
| 2020年 | 第55屆金鐘獎          | 戲劇類節目剪輯獎       | 解孟儒、江翊寧                                 | 提名 | [ 130 ] |
| 2020年 | 第55屆金鐘獎          | 美術設計獎             | 元述（廖建安）、施筱柔、儲旭（儲榢逸）、郭憲聰 | 提名 | [ 130 ] |
| 2020年 | 亞洲內容大獎          | 最佳創意獎             | 《誰是被害者》                                 | 提名 |         |
| 2020年 | 亞洲內容大獎          | 最佳男演員             | 張孝全                                         | 獲獎 |         |
| 2020年 | 亞洲內容大獎          | 最佳新進女演員         | 李沐                                           | 提名 |         |
| 2020年 | 亞洲內容大獎          | 最佳編劇               | 梁舒婷、徐瑞良                                 | 提名 |         |
| 2020年 | 亞洲內容大獎          | 技術成就獎（攝影）     | 劉至桓                                         | 提名 |         |
| 2020年 | 第3屆亞洲影藝創意大獎 | 最佳劇情類劇集獎       | 《誰是被害者》                                 | 提名 | [ 131 ] |
| 2020年 | 第3屆亞洲影藝創意大獎 | 最佳女配角獎           | 李沐                                           | 提名 | [ 131 ] |
| 2020年 | 第3屆亞洲影藝創意大獎 | 最佳導演獎（虛構類）   | 莊絢維、陳冠仲                                 | 提名 | [ 131 ] |
| 2020年 | 第3屆亞洲影藝創意大獎 | 最佳攝影獎             | 劉至桓                                         | 提名 | [ 131 ] |
| 2020年 | 第3屆亞洲影藝創意大獎 | 最佳剪輯獎             | 解孟儒、江翊寧                                 | 提名 | [ 131 ] |

## 註解
1. ↑  包括每集結尾約10分鐘長的製作特輯。
2. ↑  原著小說主角名字為「徐海音」，跟劇集主角名字國語唸法完全一樣，唯寫法有所不同。
3. ↑  累積分數為截至2020年8月的成績。